# Paramacca
Paramacca, ook wel Pamaaka (Paamaca, Pamacca, Pamaka) en Boven-Marowijne is een van de zeven ressorten waaruit het Surinaamse district Sipaliwini bestaat.
De inwoners van het ressort zijn marrons van het volk Paramaccaners. Ze hebben hun eigen taalvariant Paramaccaans dat gesitueerd kan worden tussen het Aukaans en Sranantongo. De granman van het volk zetelt op Langatabbetje. Er bevinden zich in het ressort twee poliklinieken, in Langatabbetje en Nason, drie scholen en vier kerken. In dit gebied wordt vooral bittere cassave verbouwd.

## Ligging
Paramacca ligt aan de grens met Frans-Guyana en is in Suriname omringd door het ressort Tapanahony, Brokopondo, Para en Marowijne. Het is een klein ressort aan de oever van de Marowijne, iets ten zuiden van het eiland Langatabbetje. Het heeft een oppervlakte van 3323 km².
Rond 11 september 2019 kwamen de traditionele gezagdragers van de Paramaccaners en de Aukaners tot overeenstemming over hun onderlinge grens, ter hoogte van Bofoo Tabiki in de buurt van het eiland Mooi Santi. Voordat de ondertekening plaats vond, liet de Paramaccaanse gezagsdragers weten niet tevreden te zijn, omdat ze een derde van hun woongebied kwijt zouden zijn geraakt. Hierna deden ze via een petitie een oproep aan de regering om de grens bij de Pori Gudu-vallen vast te leggen.

## Dorpen
Paramacca bestaat uit de volgende dorpen:
| Naam            | Alternatieve namen        | Inwoners (2015) | Autoriteit (granman of Suriname) |
| --------------- | ------------------------- | --------------- | -------------------------------- |
| Abetredjuka     | Sebedoekondre, Krikimofoe | 60              | Granman                          |
| Akati           | Akaati                    | 0-5             | Granman                          |
| Atemsa          |                           | 75-100          | Granman                          |
| Bandatabiki     | Badatabiki                | 40-50           | Granman                          |
| Dutabikimofo    | Tabiki ede                | 75-100          | Granman                          |
| Koina           |                           | ?               | Overheid van Suriname            |
| Langatabiki     | Langetabbetje             | 250-350         | Granman (zetel)                  |
| Lokaloka        | Loka                      | 200             | Granman                          |
| Nason           |                           | 100-150         | Granman                          |
| New Libi        |                           | ?               | Overheid van Suriname            |
| Pakiratabiki    |                           | 30              | Granman                          |
| Pikientabiki    | Pikintabiki               | ~1              | Granman                          |
| Sikisani        |                           | ?               | Overheid van Suriname            |
| Skintabiki      |                           | 50-75           | Granman                          |
| Snesiekondre    |                           | 150-250         | Granman                          |
| Stoelmanseiland | Stoelie                   | ?               | Overheid van Suriname            |

## Districtscommissarissen
Met het aantreden van Mavrick Boejoekoe op 25 juli 2012 kreeg Paramacca een eigen districtscommissaris. De dc en het Bestuurs Informatie Centrum (BIC) zijn gevestigd in Snesiekondre.  Het bestuursgebouw werd in 2010 opgeleverd. Hieronder volgt een lijst van districtscommissarissen die het bestuursressort hebben bestuurd:
| Districtscommissaris | van  | tot   | opmerking |
| -------------------- | ---- | ----- | --------- |
| Mavrick Boejoekoe    | 2012 | 2016  |           |
| Margaretha Malontie  | 2016 | 2020  |           |
| Ose Jabini           | 2020 | heden |           |

Boven-Coppename‎ · Boven-Saramacca‎ · Boven-Suriname‎ · Coeroenie · Kabalebo · Paramacca · Tapanahony
Koina · Langatabbetje · Lokaloka · Nason · New Libi · Sikisani · Snesiekondre · Stoelmanseiland